# Периферија Крит
Периферија Крит (грч.  - Peripheria Kriti) је једна од 13 периферија у Грчкој. Смештена је на крајњем југу државе, у Средоземном мору и обухвата острво Крит са многобројним малим острвима. Главни град периферије је Ираклион.

## Положај и управна подела периферије
Положај: Периферија Крит је у потпуности острвска, па је окружују:
- север: Егејско море,
- исток: Левантско море,
- југ и запад: Средоземно море.

Подела: Периферија је подељена на 4 округа:
1. Ираклион
2. Ласити
3. Ретимно
4. Ханија

Даља подела на општине изгледа према таблици:

## Географија
Периферија Крит је махом планинска област, која покрива површину 8.336 km², у јужном делу Грчке. Она покрива истоимено острво Крит и више од 80 сасвим малих острва, од којих је једино значајније Гавдос, најјужнија тачка Европе.
Рељеф: Већи део периферије је планински. Планине се смењују правцем истог - запад, како се пружа и острво. Редом иду: Орнон, Дикти, Иди и Лефка. Планине су високе и најчешће голетне. Равнице су мале, међусобно изоловане и углавном смештене дуж обале. Најважнија равница је Месара у јужном делу острва.
Клима: У приобалном делу клима је изразито средоземна, даље од мора и на већим висинама она прелази у оштрији облик.
Воде: Периферија Крит је у потпуности острвска и излази на чак три мора: на северу на Егејско море, на истоку на Левантско море и на југу и западу Средоземно море. Обала је разуђена, па постоји више залива, најчешће широко отворених ка мору. Истичу се Мирампелоски, Ираклијски и Алмироски залив на северној обали, и Месарски залив на јужној. Због сушне климе има мало водотокова, који су мали и лети често пресуше. Оне праве величанствене клисуре, по којима је Крит познат на нивоу Грчке. Најпознатији су речице Евротас и Алфиос.

## Историја
Погледати: Пелопонез

## Становништво
У периферији Крит живи више од 610.000 становника (процена 2010. године). Густина насељености је осредња (око 73 ст./км²), што је близу државног просека (око 80 ст./км²). Последњих година број становника расте. Приобални део је много боље насељен него унутрашњост, која је у одређеним деловима готово пуста.
Највећи број становника чине етнички Грци. Месно становништво је познато као конзервативно. У периферији има мало досељеника из иностранства, а лети се број значајно повећа доласком туриста.

## Привреда
Периферија Крит је привредно развијена област за ниво Грчке. У привреди предњаче већи градови, седишта округа, где преовлађују услуге, посебно оне везане за туризам.
Због неповољних природних услова, земљорадња је развијена само у равницама, којих нема много. Преовлађују средоземне културе (агруми, маслина). Најповољнији услови за земљорадњу постоје у Месарској равници.
Туризам је последњих деценија постао веома важна привредна грана. Крит је данас прворазредно туристичко одредиште са неколико међународно познатих туристичких места (Херсонисос, Ајос Николаос).